# Kunstjahr 1913
Liste der Kunstjahre

1910 | 1911 | 1912 | Kunstjahr 1913 | 1914 | 1915 | 1916 | 1917 | ► | ►►

Weitere Ereignisse
Dieser Artikel behandelt das Kunstjahr 1913.

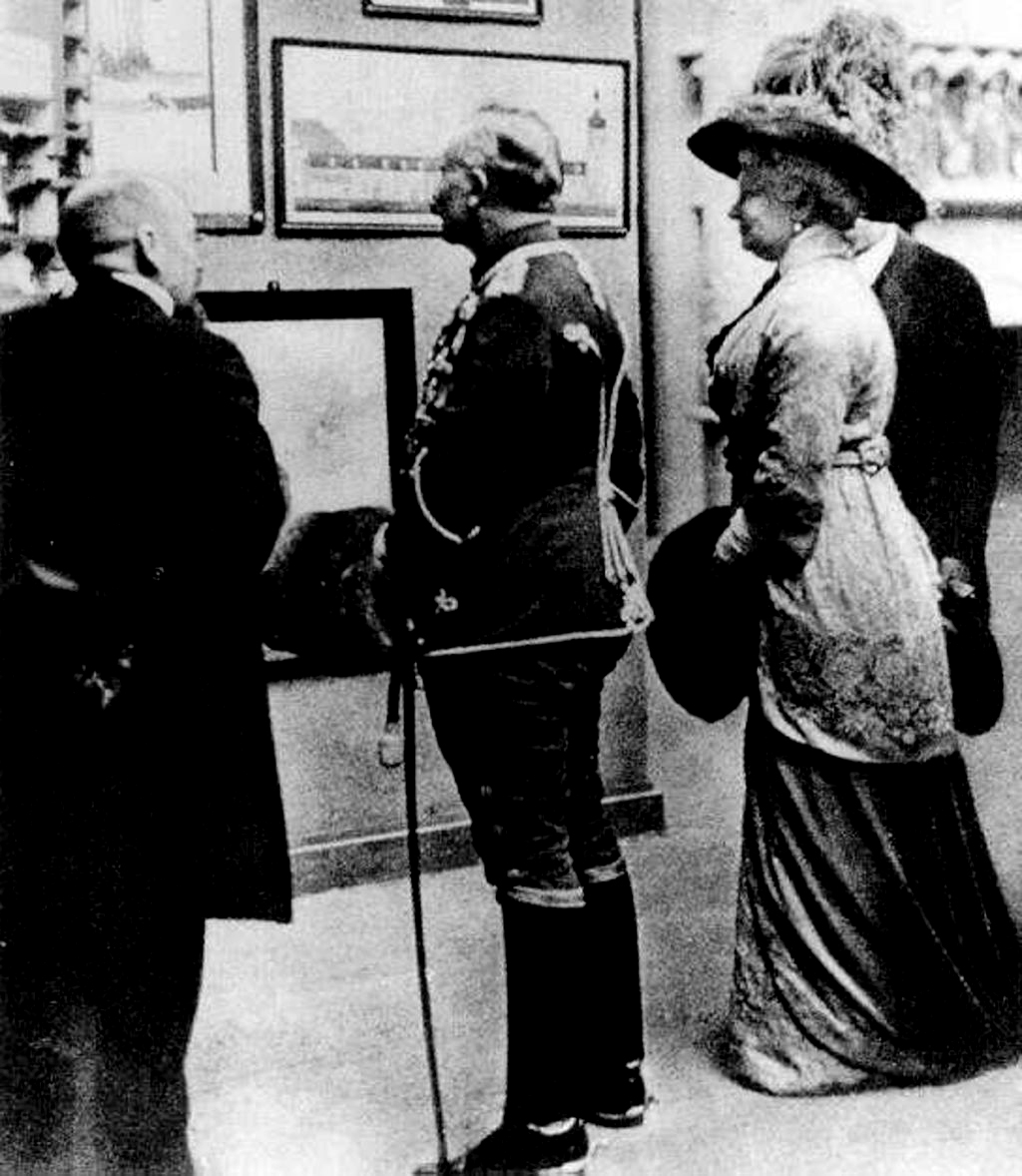
Kaiser Wilhelm II. und Kaiserin Auguste Viktoria auf der Großen Berliner Kunstausstellung zum Regierungsjubiläum Seiner Majestät des Kaisers, 1913

## Ereignisse

### Architektur

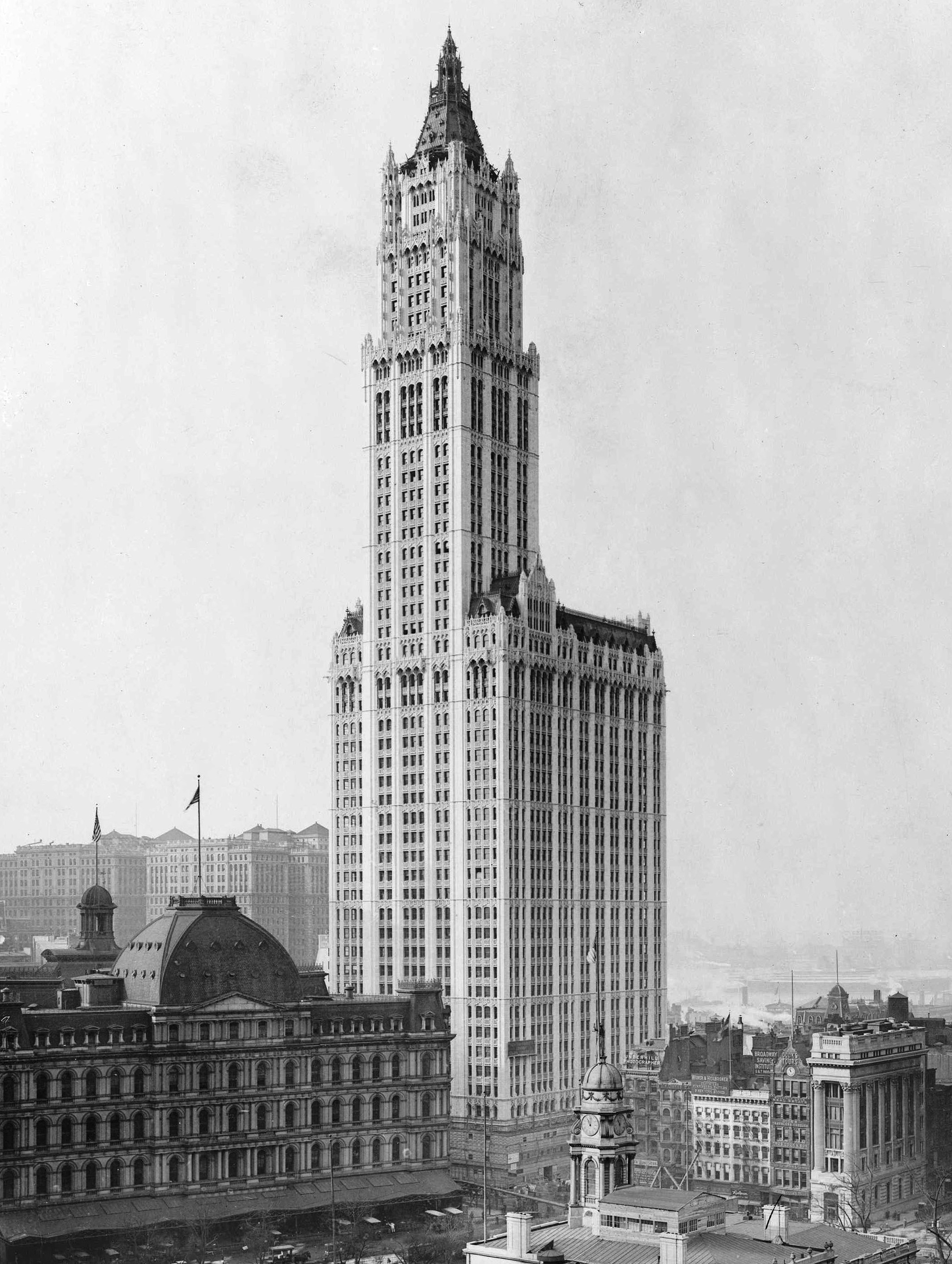
Woolworth Building 1913

- 24. April: Das vom Architekten Cass Gilbert in dreijähriger Bauzeit errichtete Woolworth Building in Manhattan, New York City, der zu diesem Zeitpunkt höchste Wolkenkratzer der Welt, wird in Anwesenheit von US-Präsident Woodrow Wilson und 800 weiterer geladener Gäste feierlich eröffnet.

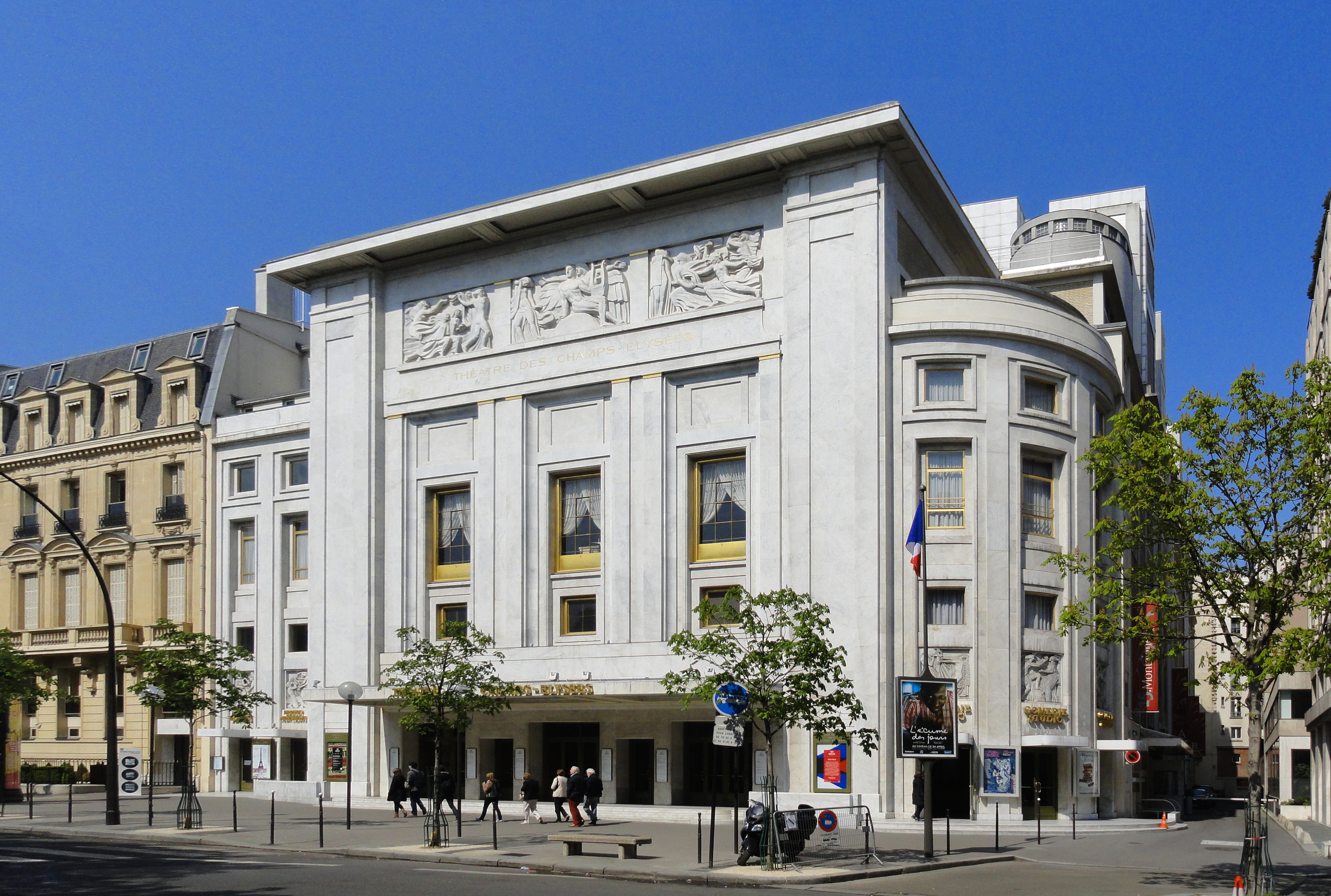
Théâtre des Champs-Élysées

- Nach etwa zweijähriger Bauzeit wird in Paris das von Auguste Perret nach Plänen von Henry van de Velde errichtete Théâtre des Champs-Élysées eröffnet. Das aus Stahlbeton errichtete Gebäude ist außen mit weißem Marmor verblendet. Die Fassade zieren Flachreliefs von Émile-Antoine Bourdelle. Am 15. Mai erfolgt mit dem Ballett Jeux von Claude Debussy die erste Premiere im Grand Théâtre.
- 20. Mai: In Breslau wird die nach einem Entwurf von Max Berg erbaute Jahrhunderthalle eröffnet.
- 13. September: Das  von William Lossow und seinem Schwiegersohn Max Hans Kühne im Stil des Neubarock und Jugendstil erbaute Neue Königliche Schauspielhaus in Dresden wird nach rund zweijähriger Bauzeit eröffnet. Da sich das Gebäude in unmittelbarer Nähe zum Zwinger befindet, wurde die diesem zugewandte Außenseite an die Architektur angepasst und mit Arkaden und barocken Schmuckelementen versehen.
- 20. September: In Dornach im Kanton Solothurn in der Schweiz wird feierlich der Grundstein für das Goetheanum gelegt.

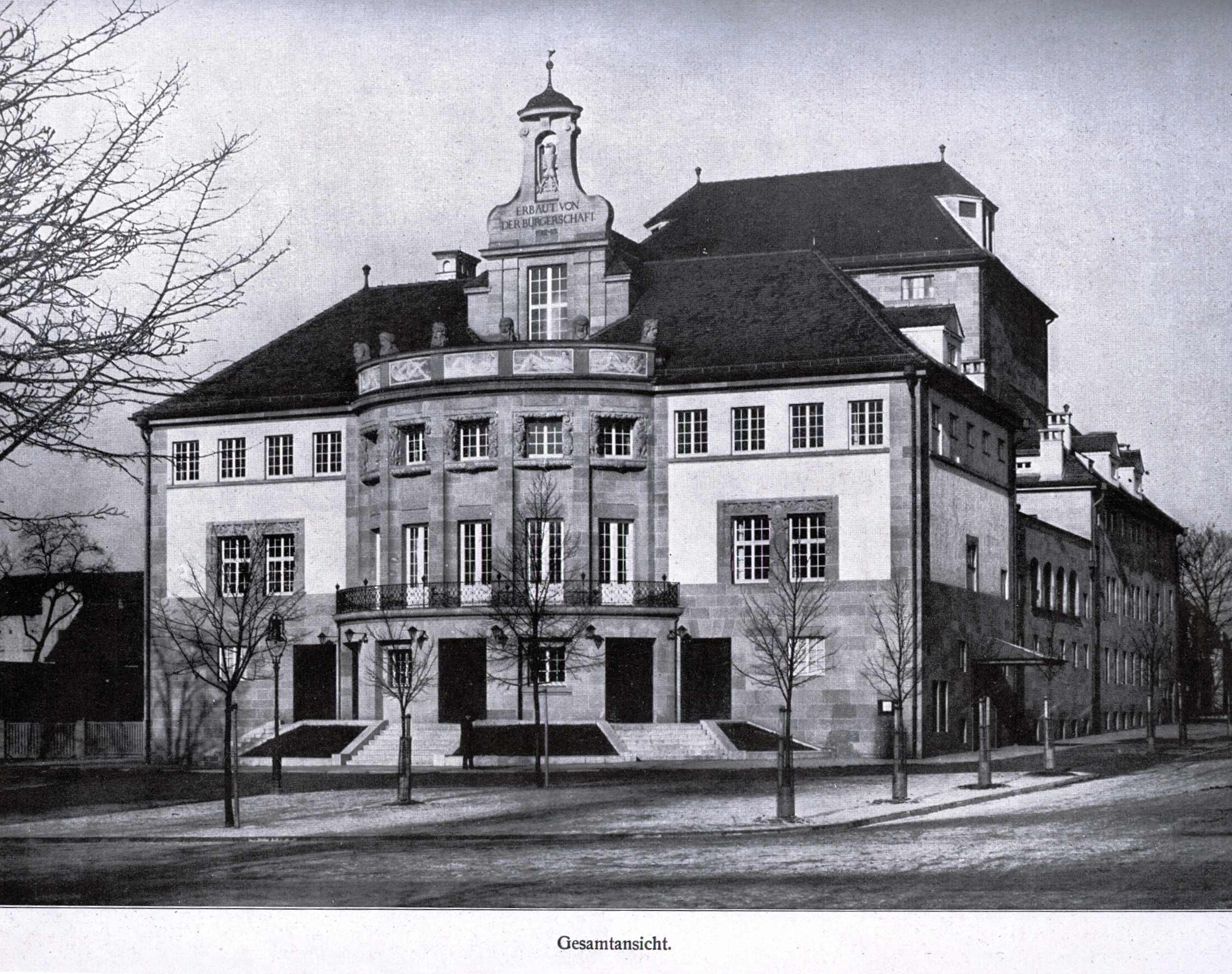
Das Alte Theater in Heilbronn kurz nach seiner Fertigstellung 1912

- 30. September: Das Stadttheater in Heilbronn, ein nach Plänen von Theodor Fischer errichteter Jugendstilbau, wird nach rund zehnjähriger Planung und einjähriger Bauzeit eingeweiht.
- 19. Oktober: Das von den europaweit tätigen Wiener Theaterarchitekten Ferdinand Fellner d. J. und Hermann Helmer (Büro Fellner & Helmer) in Zusammenarbeit mit Ludwig Baumann errichtete Wiener Konzerthaus wird in Anwesenheit von Kaiser Franz Joseph I. eröffnet.

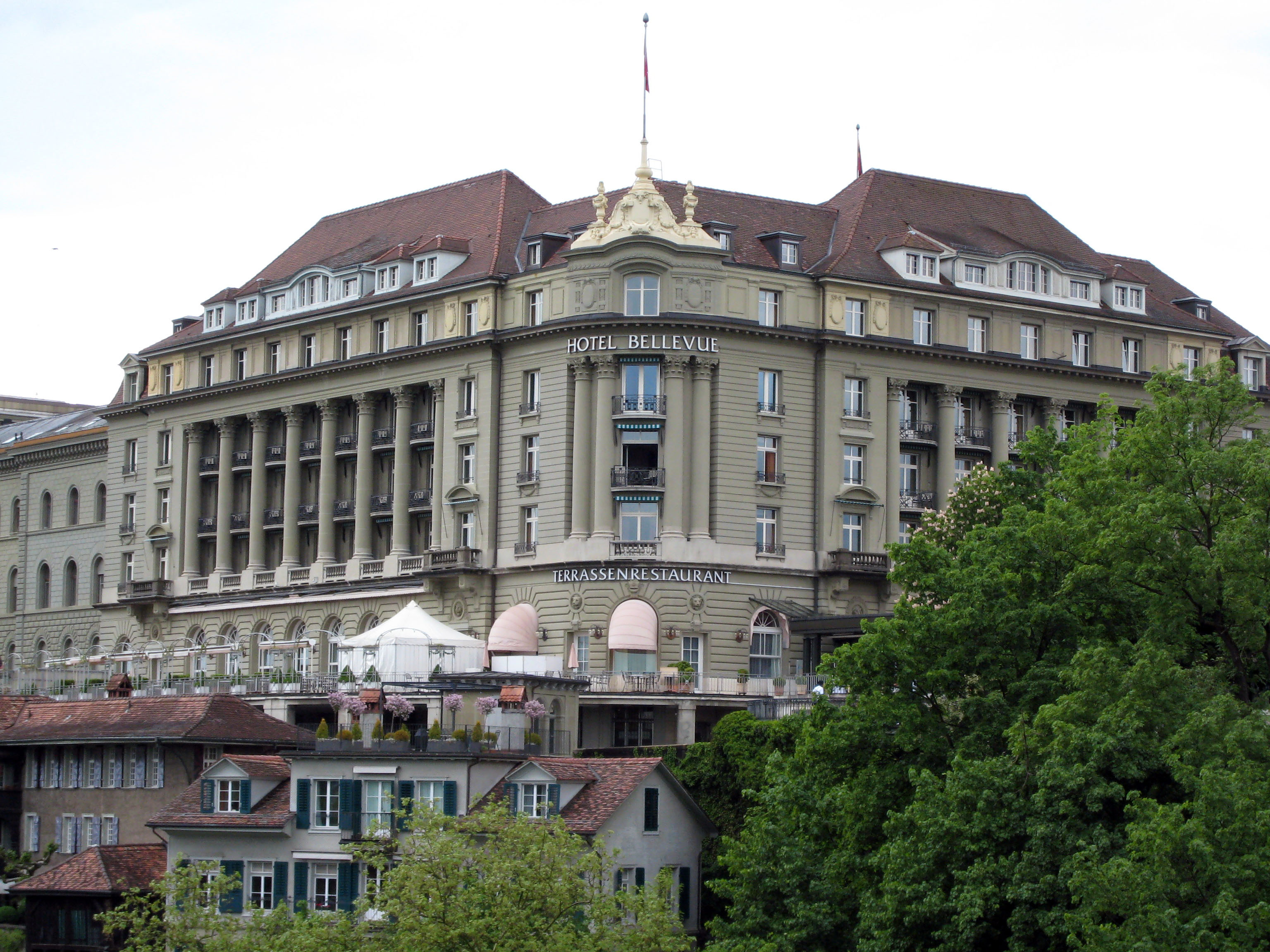
Hotel Bellevue Palace

- 27. November: In Bern wird das dem Hotel Adlon in Berlin nachempfundene Hotel Bellevue Palace eröffnet. Das von Paul Lindt und Max Hoffmann nach seinem Abriss neuerrichtete Gebäude gilt als Musterbeispiel der neoklassizistischen Reformarchitektur.

### Bildhauerei
- 23. August: In Kopenhagen wird die von Edvard Eriksen geschaffene Kleine Meerjungfrau, die zum Wahrzeichen der Stadt wird, enthüllt. Der Künstler ließ sich bei dem Werk von der Figur der Jeanne d’Arc von Henri Chapu inspirieren. Den Kopf gestaltete er nach dem Vorbild der Primaballerina Ellen Price, die 1909 in Kopenhagen als Hauptdarstellerin eines Balletts gleichen Namens sehr beliebt war. Der Körper wurde nach dem Vorbild seiner Ehefrau Eline geschaffen, da Price es abgelehnt hatte, dem Künstler als Aktmodell zu dienen. Auftraggeber ist der Kunstmäzen und Sohn des Firmengründers der in Kopenhagen ansässigen Carlsberg-Brauerei, Carl Jacobsen.

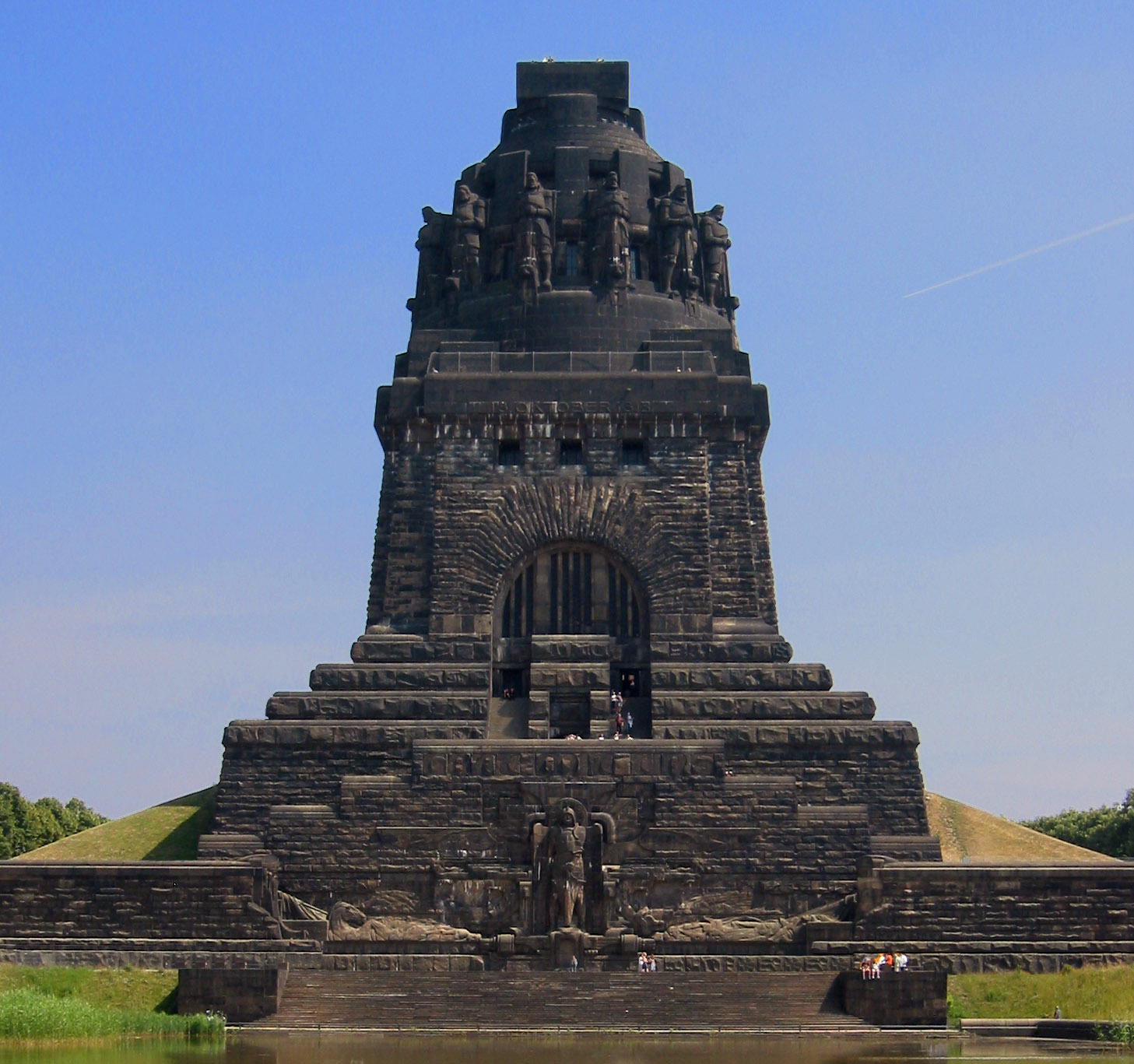
Völkerschlachtdenkmal

- 18. Oktober: Nach fünfzehnjähriger Bauzeit wird zum hundertjährigen Jubiläum der Schlacht unter Anwesenheit des Kaisers Wilhelm II. das nach Entwürfen des Berliner Architekten Bruno Schmitz errichteten Völkerschlachtdenkmal bei Leipzig eingeweiht. Die plastischen Arbeiten sind von den Bildhauern Christian Behrens und Franz Metzner gestaltet worden.

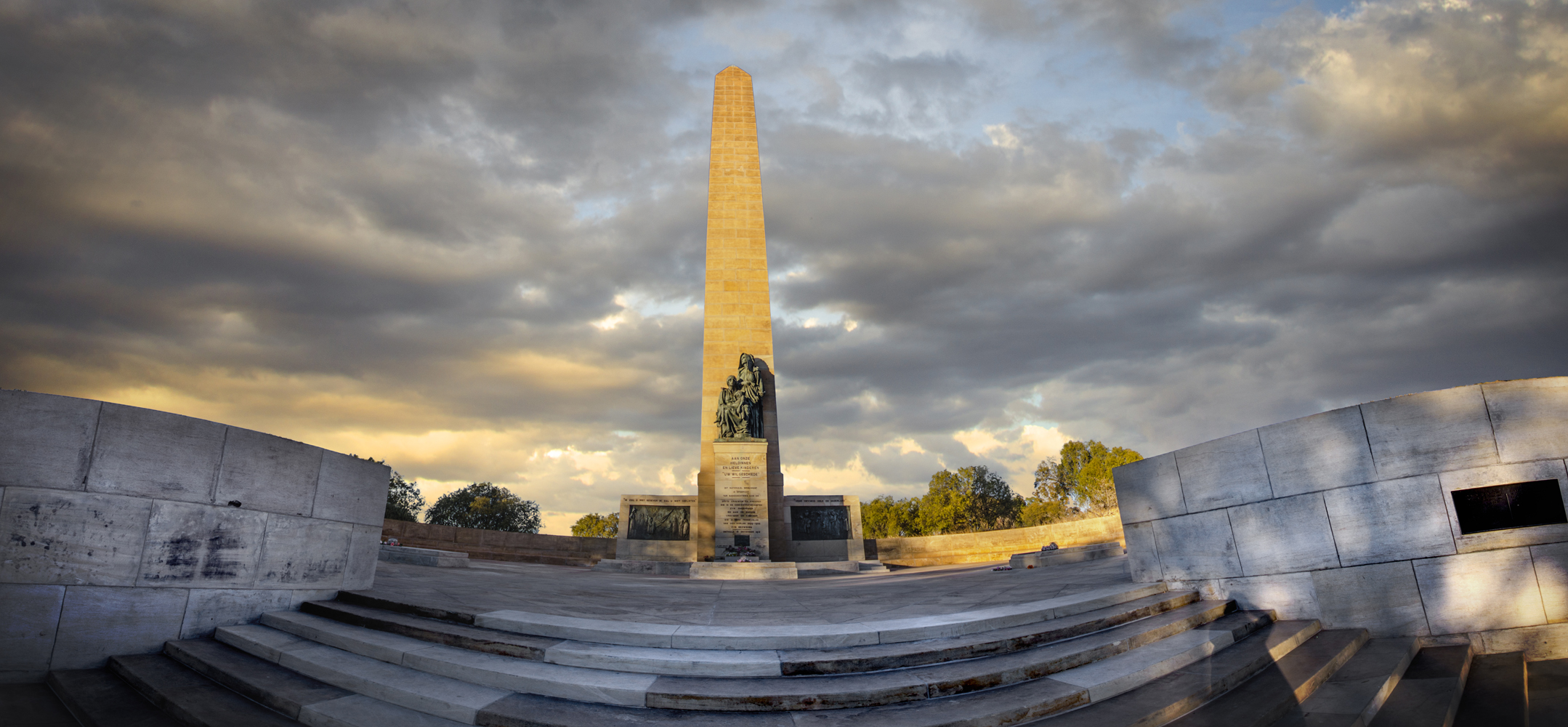
Frauendenkmal in Bloemfontein

- 16. Dezember: Im südafrikanischen Bloemfontein wird das von dem Architekten Frans Soff und dem Bildhauer Anton van Wouw gestaltete Nationale Frauendenkmal eingeweiht. Es erinnert an die rund 27.000 Frauen und Kinder, die im Zweiten Burenkrieg in britischen Konzentrationslagern ums Leben gekommen sind. Die zentrale Bronzeplastik am Obelisken stammt von der Britin Emily Hobhouse.

- Der italienische Futurist Umberto Boccioni schafft die Skulptur Einzigartige Formen der Kontinuität im Raum (Forme uniche della continuità nello spazio), die sich wie seine im gleichen Jahr entstandenen Gemälde mit Dynamik und Bewegung befasst.
- Marcel Duchamp schafft das Fahrrad-Rad (Roue de Bicyclette) als erstes Objet trouvé und kinetisches Kunstobjekt.

### Museen und Ausstellungen

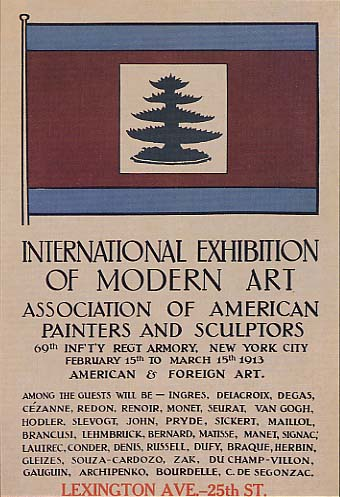
Poster der Armory Show, New York

- 17. Februar bis 15. März: In einem Zeughaus der Nationalgarde in New York wird The International Exhibition of Modern Art gezeigt, eine Ausstellung Moderner Kunst, bekannt geworden als Armory Show. Die Präsentation von Marcel Duchamps Akt, eine Treppe herabsteigend Nr. 2 löst dabei einen Skandal aus. Auch der in Europa bereits hochangesehene Henri Matisse wird von der New Yorker Kritik und vom Publikum angegriffen.
- 23. Februar: Der Museo Nacional de Bellas Artes in Havanna wird gegründet und am 28. April eröffnet.

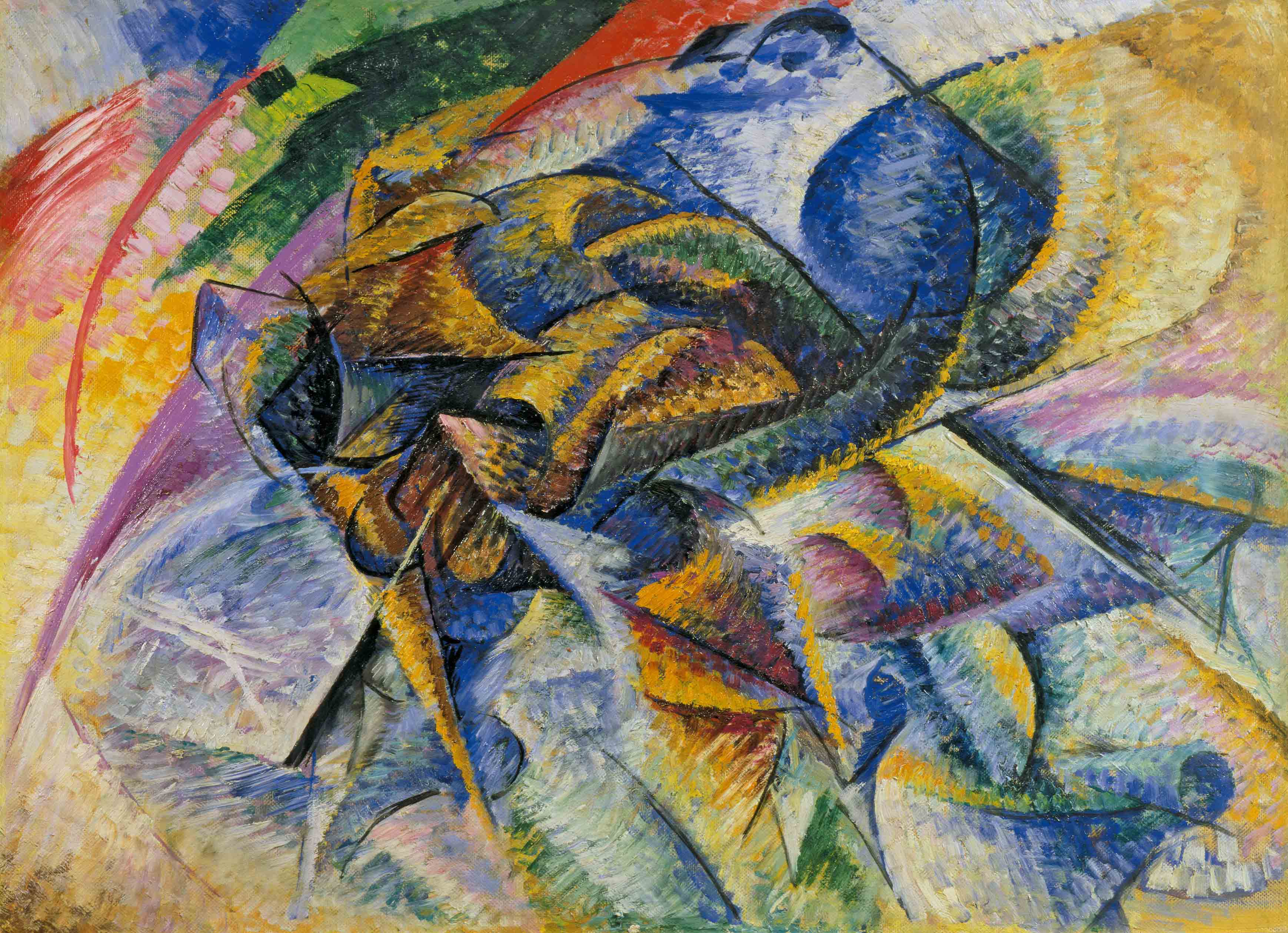
Dynamik eines Radfahrers

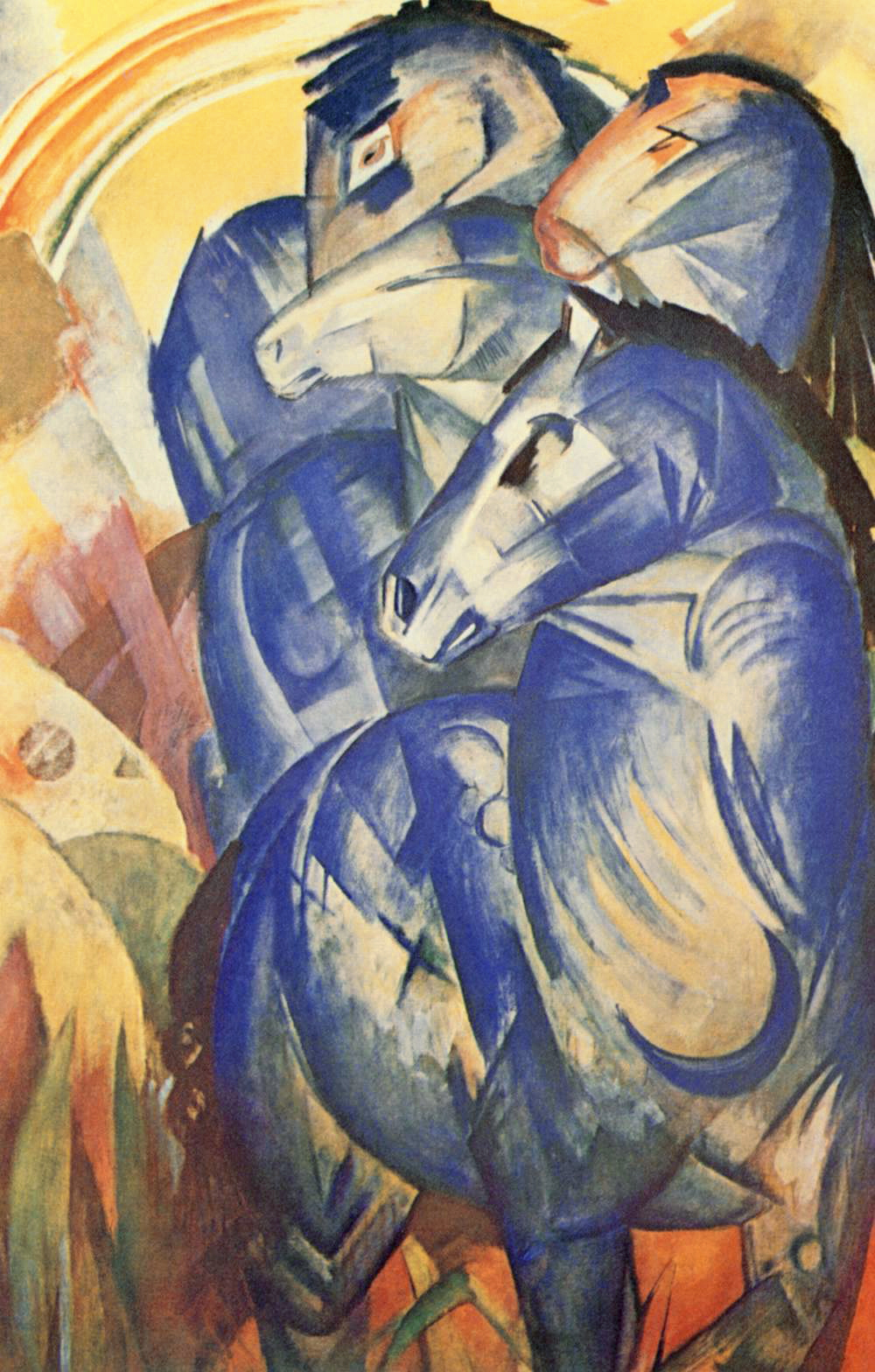
Franz Marc: Der Turm der blauen Pferde, Ausstellungskatalog #272

- Der Italiener Umberto Boccioni malt in Öl auf Leinwand das futuristische Gemälde Dynamik eines Radfahrers. Im gleichen Jahr entstehen auch die Werke Dynamik eines Fußballspielers, Dynamik eines Männerkopfes und Spiralförmige Ausdehnung von Muskeln in Bewegung. Sie alle werden auf dem am 20. September unter der Leitung des Galeristen Herwarth Walden eröffneten Ersten Deutschen Herbstsalon gezeigt. Ein weiteres hier präsentiertes Gemälde ist Der Turm der blauen Pferde von Franz Marc. Der Salon schließt am 1. Dezember.

### Weitere Werke der Malerei
- Ernst Ludwig Kirchner malt in Berlin in Öl auf Leinwand das expressionistische Gemälde Fünf Frauen auf der Straße.

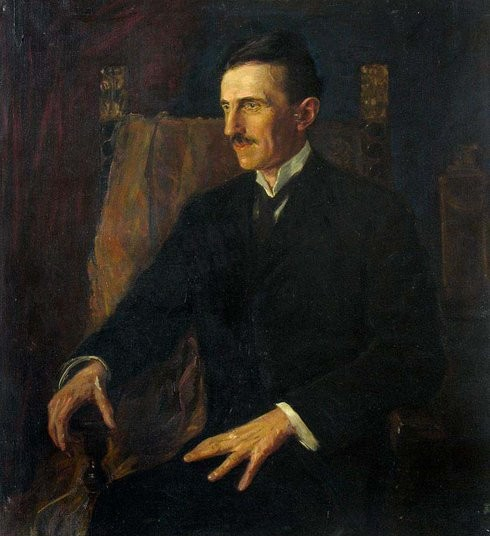
Blaues Porträt von Nikola Tesla

- Elisabeth Vilma Lwoff-Parlaghy malt das Blaue Porträt von Nikola Tesla.

### Sonstiges

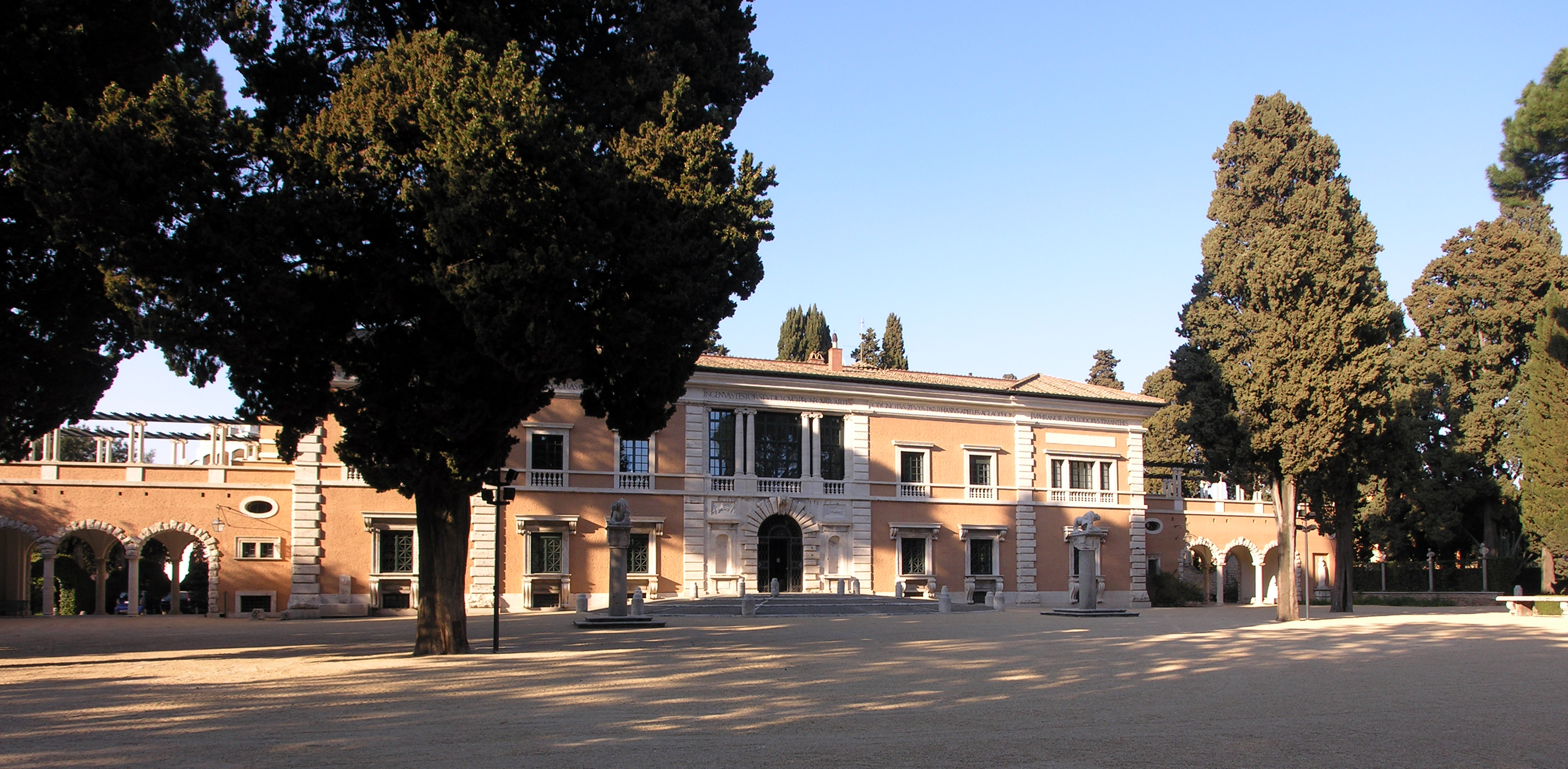
Das Haupthaus der Villa Massimo (2005)

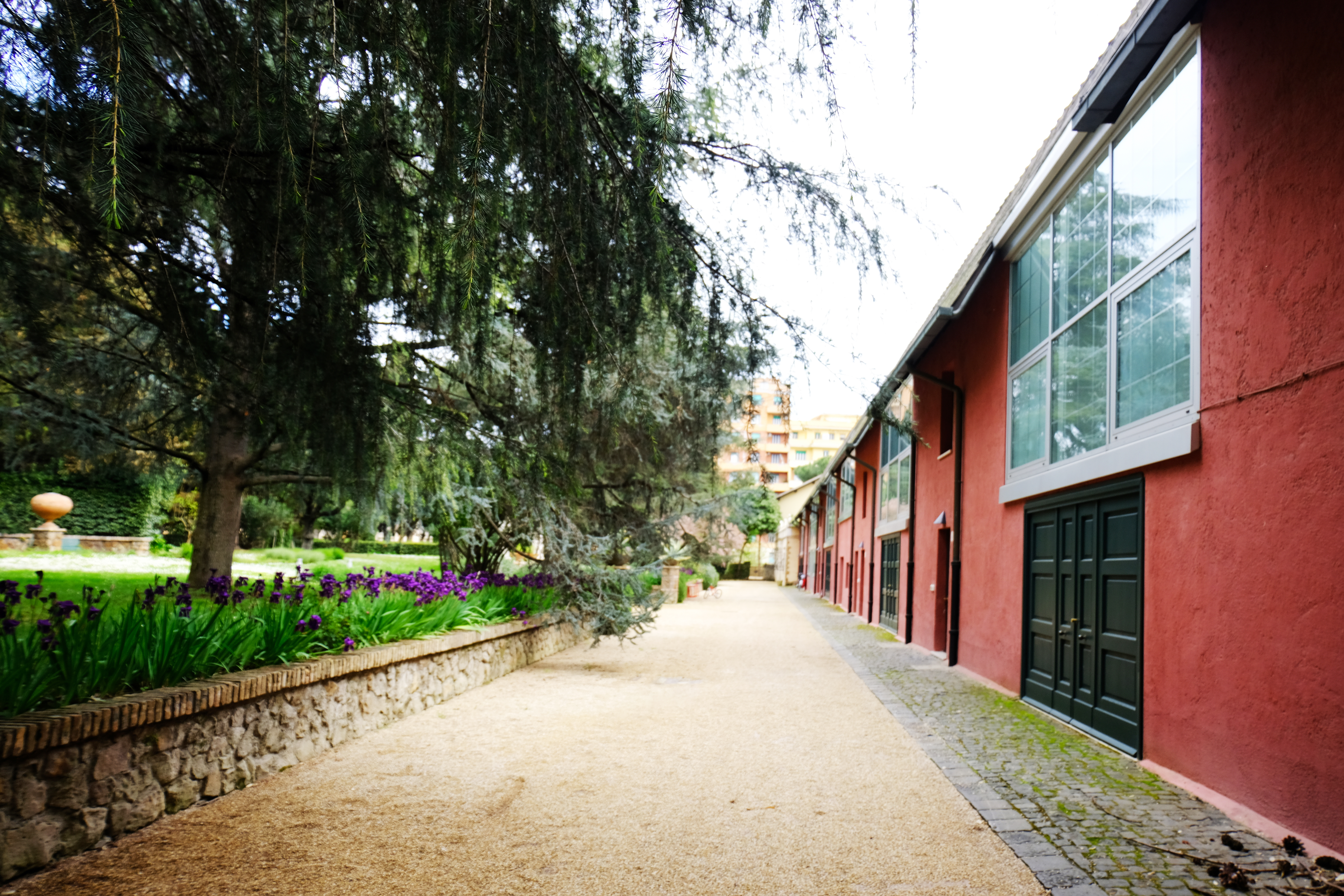
Ateliers und Park der Villa Massimo (2019)

- Der Rompreis Villa Massimo, verbunden mit einem Aufenthalt in der 1913 eröffneten Deutschen Akademie Rom Villa Massimo, gestiftet von Eduard Arnhold, wird zum ersten Mal vergeben.
- Frühjahr: Man Ray zieht in eine Künstlerkolonie in Ridgefield, New Jersey, wo er der Dichterin Adon Lacroix begegnet, die er im Mai heiratet.
- Innerhalb der Berliner Secession kommt es zu Spannungen: Vorsitzender Paul Cassirer lässt bei der sehr erfolgreichen Sommerausstellung 13 meist jüngere Mitglieder nicht ausstellen. Diese organisieren daraufhin eine eigene Ausstellung und folgen auch nicht der anschließenden Aufforderung, die Secession zu verlassen. Max Neumann, Ernst Oppler, Adolf Edward Herstein und Max Liebermann einigen sich daraufhin auf die Abwahl Cassirers am 6. Juni. Ernst Oppler hält die Situation im Gemälde Beratungen im Atelier fest. Lovis Corinth übernimmt wieder den Vorsitz, aber rund 40 Künstler treten aus der Secession aus.

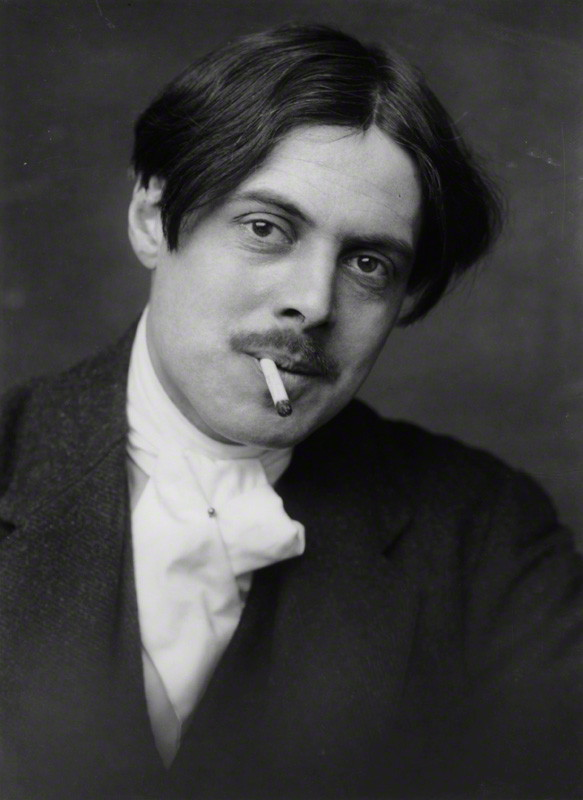
Wyndham Lewis 1913

- Juli: Roger Fry, ein Mitglied der Bloomsbury Group, gründet unter Mithilfe seiner Freunde und Kodirektoren Duncan Grant und Vanessa Bell und finanzieller Unterstützung von Kunstfreunden wie George Bernard Shaw in einem von Robert Adam geschaffenen Stadthaus am Fitzroy Square in London die experimentelle Designwerkstatt Omega Workshops mit dem Ziel, die moderne Kunst auf Raumausstattung und Buchgestaltung zu übertragen. Einer der ersten beteiligten Künstler ist Wyndham Lewis, der gerade seinen eigenen, später als Vortizismus bezeichneten Kunststil entwickelt.
- 31. Dezember: Die Mona Lisa kehrt nach zweijähriger Abwesenheit in den Louvre zurück, nachdem sie 1911 vom italienischen Handwerker Vincenzo Peruggia gestohlen worden ist.

- Der russische Avantgardist Michail Fjodorowitsch Larionow veröffentlicht das Manifest des Rayonismus.
- Durch Abspaltung vom Oberösterreichischen Kunstverein entsteht die Linzer Künstlervereinigung MAERZ.
- Mitglieder der Camden Town Group gründen The London Group. Zu den Gründungsvätern zählen unter anderem David Bomberg, Henri Gaudier-Brzeska, Jacob Epstein, Charles Ginner, Spencer Gore, Percy Wyndham Lewis, John Nash, Christopher Nevinson und Edward Wadsworth. Harold Gilman wird der erste Präsident der Künstlervereinigung.
- In Russland entstehen die Stilrichtungen des Neoprimitivismus und des Suprematismus.

## Geboren

### Erstes Halbjahr
- 23. Januar: Jean-Michel Atlan, französischer Künstler († 1960)
- 30. Januar: Amrita Sher-Gil, indisch-ungarische Künstlerin († 1941)

- 15. Februar: Willy Vandersteen, belgischer Comic-Künstler († 1990)
- 20. Februar: Rolf Italiaander, deutscher Schriftsteller und Kunstsammler († 1991)

- 30. März: Marc Davis, US-amerikanischer Trickfilmzeichner († 2000)

- 05. April: Antoni Clavé, spanischer Maler und Bildhauer († 2005)
- 05. April: Ruth Smith, färöische Malerin und Grafikerin († 1958)
- 15. April: Manfred Schmidt, deutscher Comic-Zeichner und humoristischer Reiseschriftsteller († 1999)
- 27. April: Willy Schürmann, deutscher Maler und Graphiker († 2008)

- 03. Mai: Lothar Malskat, deutscher Maler und Kunstfälscher († 1988)
- 15. Mai: Herbert Stockmann, deutscher Maler und Graphiker († 1947)
- 18. Mai: Charles Trenet, französischer Sänger, Komponist, Dichter und Maler († 2001)
- 24. Mai: Peter Ellenshaw, englischer Maler († 2007)
- 24. Mai: Roland Kohlsaat, deutscher Comiczeichner, Illustrator und Autor († 1978)
- 27. Mai: Wols, deutscher Maler, Zeichner, Grafiker († 1951)

- 13. Juni: Manfred Lehmbruck, deutscher Architekt († 1992)
- 18. Juni: Clifford Coffin, US-amerikanischer Fotograf († 1972)

### Zweites Halbjahr
- 15. August: Heinz Trökes, deutscher Maler und Grafiker († 1997)
- 25. August: Walt Kelly, US-amerikanischer Trickfilm- und Comiczeichner († 1973)
- 28. August: Otto Greis, deutscher Maler der informellen Kunst († 2001)
- 31. August: Helen Levitt, US-amerikanische Fotografin und Filmemacherin († 2009)

- 01. September: Ludwig Merwart, österreichischer Maler und Grafiker († 1979)
- 04. September: Kenzō Tange, japanischer Architekt († 2005)
- 23. September: Carl-Henning Pedersen, dänischer Maler († 2007)

- 06. Oktober: Meret Oppenheim, Schweizer surrealistische Künstlerin und Lyrikerin († 1985)
- 22. Oktober: Robert Capa, US-amerikanischer Fotograf ungarischer Herkunft († 1954)
- 27. Oktober: Rolf Jährling, deutscher Galerist und Architekt († 1991)

- 05. November: Gisela Andersch, deutsche Malerin, Graphikerin und Collagekünstlerin († 1987)
- 10. November: Heinz Mellmann, deutscher Graphiker und Märchenillustrator († 1945)

- 06. Dezember: Max G. Bollag, Schweizer Galerist († 2005)
- 09. Dezember: Fritz Graßhoff, deutscher Maler, Zeichner, Schriftsteller und Schlagertexter († 1997)

## Gestorben
- 30. März: Hans Arnold, deutscher Bildhauer (* 1860)
- 01. April: Otto March, deutscher Architekt (* 1845)
- 27. April: Gabriel von Seidl, deutscher Architekt und Vertreter des Historismus (* 1848)
- 27. Juni: Josef Altheimer, deutscher Maler und Zeichner (* 1860)
- 15. Dezember: Karl Wilhelm Diefenbach, deutscher Maler und Sozialreformer (* 1851)